# كول ألدريتش
كول ألدريتش (بالإنجليزية: Cole Aldrich)‏ مواليد 31 أكتوبر 1988، هو لاعب كرة سلة أمريكي يلعب مع فريق نيويورك نيكس في الرابطة الوطنية لكرة السلة ويحمل الرقم 45. يبلغ طوله 6 قدم 11 بوصة (2.1 م).

## فرق لعب لها
- أوكلاهوما سيتي ثاندر
- هيوستن روكتس
- سكرامنتو كينغز
- نيويورك نيكس

## روابط خارجية
- كول ألدريتش على موقع إن بي أي (الإنجليزية)
- كول ألدريتش على موقع سبورتس رفرنس (الإنجليزية)
- كول ألدريتش على موقع كرة السلة الأوروبية.كوم (الإنجليزية)
- كول ألدريتش على موقع إي إس بي إن.كوم (الإنجليزية)
- كول ألدريتش على موقع كلية كرة السلة في سبورتس رفرنس.كوم (الإنجليزية)
- كول ألدريتش على موقع ريلجم (الإنجليزية)
- كول ألدريتش على موقع بروبوليرز (الإنجليزية)
- كول ألدريتش على موقع سبورتس رفرنس (الإنجليزية)
- كول ألدريتش على موقع سبورتس رفرنس (الإنجليزية)